# Hal Holbrook
Hal Holbrook (17 tháng 2 năm 1925–23 tháng 1 năm 2021) là diễn viên người Mỹ.

## Danh sách phim
| Năm  | Tên                                    | Ghi chú |
| ---- | -------------------------------------- | ------- |
| 1966 | The Group                              |         |
| 1967 | Mark Twain Tonight                     |         |
| 1968 | Wild in the Streets                    |         |
| 1972 | They Only Kill Their Masters           |         |
| 1972 | That Certain Summer                    |         |
| 1973 | Pueblo                                 |         |
| 1973 | Jonathan Livingston Seagull            |         |
| 1973 | Magnum Force                           |         |
| 1974 | The Girl from Petrovka                 |         |
| 1974 | Carl Sandburg's Lincoln                |         |
| 1976 | All the President's Men                |         |
| 1976 | Midway                                 |         |
| 1977 | Julia                                  |         |
| 1977 | Rituals                                |         |
| 1978 | Capricorn One                          |         |
| 1978 | The Awakening Land                     |         |
| 1979 | When Hell Was in Session               |         |
| 1979 | Murder by Natural Causes               |         |
| 1979 | The Legend of the Golden Gun           |         |
| 1979 | Natural enemies                        | Film    |
| 1980 | The Fog                                |         |
| 1980 | The Kidnapping of the President        |         |
| 1981 | The Killing of Randy Webster           |         |
| 1982 | Creepshow                              |         |
| 1983 | The Star Chamber                       |         |
| 1983 | Girls Night Out                        |         |
| 1985 | Designing Women                        |         |
| 1985 | North and South Part 1                 |         |
| 1986 | Portrait of America                    |         |
| 1986 | Dress Gray                             |         |
| 1986 | North and South Part 2                 |         |
| 1987 | Wall Street                            |         |
| 1988 | The Unholy                             |         |
| 1989 | Fletch Lives                           |         |
| 1990 | Evening Shade                          |         |
| 1993 | The Firm                               |         |
| 1996 | Innocent Victims                       |         |
| 1997 | Eye of God                             |         |
| 1997 | Cats Don't Dance                       |         |
| 1997 | Hercules                               |         |
| 1998 | Hush                                   |         |
| 1998 | Walking to the Waterline               |         |
| 1999 | The Bachelor                           |         |
| 2000 | Waking the Dead                        |         |
| 2000 | Men of Honor                           |         |
| 2000 | The Life and Adventures of Santa Claus |         |
| 2001 | The Majestic                           |         |
| 2001 | The West Wing                          |         |
| 2002 | Seventh Day                            |         |
| 2003 | Country Music: The Spirit of America   | IMAX    |
| 2003 | Shade                                  |         |
| 2006 | The Sopranos                           |         |
| 2006 | NCIS                                   |         |
| 2007 | Into the Wild                          |         |
| 2008 | ER                                     |         |
| 2009 | That Evening Sun                       |         |
| 2010 | Sons of Anarchy                        |         |
| 2010 | The Event                              |         |
| 2011 | Water for Elephants                    |         |
| 2011 | Good Day For It                        |         |
| 2012 | Lincoln                                |         |
| 2012 | Savannah                               |         |
| 2013 | Promised Land                          |         |
| 2013 | Rectify                                |         |
| 2013 | Monday Mornings                        |         |